# Lijst van voetbalinterlands Benin - Ivoorkust (vrouwen)
Deze lijst van voetbalinterlands is een overzicht van alle officiële voetbalinterlands tussen de nationale vrouwenteams van Benin en Ivoorkust. De landen hebben tot nu toe vijf keer tegen elkaar gespeeld.

## Wedstrijden
| № | Plaats     | Datum            | Competitie                                | Wedstrijd         | Uitslag            |
| - | ---------- | ---------------- | ----------------------------------------- | ----------------- | ------------------ |
| 1 | Cotonou    | 12 maart 2006    | Afrikaans kampioenschap 2006 kwalificatie | Benin − Ivoorkust | 1 − 1              |
| 2 | Abidjan    | 25 maart 2006    | Afrikaans kampioenschap 2006 kwalificatie | Ivoorkust − Benin | 1 − 1 (n.p. 3 - 4) |
| 3 | Dakar      | 21 mei 2006      | Vriendschappelijk                         | Benin − Ivoorkust | 3 − 2              |
| 4 | Brofodoumé | 27 december 2024 | Vriendschappelijk                         | Ivoorkust − Benin | 2 − 0              |
| 5 | Brofodoumé | 27 december 2024 | Vriendschappelijk                         | Ivoorkust − Benin | 2 − 1              |

## Samenvatting
| Competitie                           | Totaal gespeeld | Winst Benin | Gelijk | Winst Ivoorkust | Doelsaldo Benin – Ivoorkust |
| ------------------------------------ | --------------- | ----------- | ------ | --------------- | --------------------------- |
| Afrikaans kampioenschap kwalificatie | 2               | 0           | 2      | 0               | 2 − 2                       |
| Vriendschappelijk                    | 3               | 1           | 0      | 2               | 4 − 6                       |
| Totaal                               | 5               | 1           | 2      | 2               | 6 − 8                       |